# Береке (Мактааральський район)
Береке́ (каз. Береке) — село у складі Мактааральського району Туркестанської області Казахстану. Входить до складу Мактааральського сільського округу.
До 2001 року село називалось Октябрської Революції.
Населення — 1712 осіб (2021; 1712 у 2009, 1581 у 1999, 1371 у 1989).